# Dziewięczyce
Dziewięczyce – wieś sołecka w Polsce położona w województwie świętokrzyskim, w powiecie pińczowskim, w gminie Działoszyce.
W latach 1975–1998 miejscowość administracyjnie należała do województwa kieleckiego.

## Historia
Dziewięczyce, w dokumentach z XIII wieku i u Długosza „Dzyewaczycze”, wieś w powiecie pińczowskim, parafii Wolica. 

Nadane zostały klasztorowi w Staniakach przed rokiem 1243. W dokumencie z roku 1382 występuje „Jan haeres de Dzewancicze”,  (Kod. małop. t.III, s.336).
W roku 1827 było tu 24 domy i 165 mieszkańców. 

Wieś wchodziła w skład dóbr Dziewięczyce.
Według spisu powszechnego z roku 1921 Dziewięczyce posiadały 96 domów i 506 mieszkańców